# Kippenheim
Kippenheim (Alemanni thấp: Kibbennä) là một thị xã nằm ở huyện Ortenaukreis, thuộc bang Baden-Württemberg, Đức.